# قرنة شهوان
قرنة شهوان هي إحدى القرى اللبنانية من قرى قضاء المتن في محافظة جبل لبنان.

## التسمية
اسم شهوان يعني الجاه أي الحكم، أو الحاكم[بحاجة لمصدر]. وشهوان هو أحد الفرسان العرب من جزيرة العربية ومن قبيلة بني هاجر[بحاجة لمصدر] وقد قام في زمانه بإخضاع العديد من القبائل وأصبحت خاضعة له وخصوصاً القبائل التي كانت مشاكسة بلغة العصر الحاضر وقد استعان به كل الملوك والسلاطين والأمراء في إخضاع من لا يمكن إخضاعهم لحكمهم[بحاجة لمصدر]. وقد فعل حتى ذاع صيته وانتشرت شجاعته وإقدامه من جنوب جزيرة العرب وحتى جزيرة "وان" والواقعة في ديار بكر بين تركيا وإيران وأصبح يطلق على من سكن حول الجزيرة تابعي "شاه وان" أي حاكم جزيرة وان " ومن شدة صلابته كانت الدهماء فرسه وكانت أشد الخيول في المعارك وأفضل الخيول في الوقت الحاضر من سلالتها وسميت باسمه. وكان شهوان يخضع القبائل والمناطق ويترك عليها حكاما آخرين غيره فلم يستقر في الحكم ولكنه ساهم في تدعيم حكم الآخرين وكانت له صولات في الحروب والغزوات كفارس ولم يستقر كحاكم. وكان الرجل من القوة ما يفوق 40 رجلا أحمر البشرة ومستدير الوجه يخرج من عينيه الشرر تهابه وتتأبى شرة القبائل والشعوب التي يمر بها كريم جواد قوي لا يخاف والعنقاء خليلته كثير التزوج وفي لذا استعان به الملوك والأمراء[بحاجة لمصدر] .